# Korps Hela
Het Korps Hela (Duits: Generalkommando Hela) was een Duits legerkorps van de Wehrmacht tijdens de Tweede Wereldoorlog. Het korps bestond kort en alleen op schiereiland Hela en is daarnaar genoemd. 

## Krijgsgeschiedenis

### Oprichting en inzet
Het Korps Hela werd opgericht op 16 maart 1945 op schiereiland Hela.
Het schiereiland Hela was voor de Duitsers uitermate belangrijk, want van daar werden in de laatste oorlogsmaanden de meeste troepen en vluchtelingen per schip getransporteerd naar het westen.
Op 12 april 1945 beschikte het korps over de 7e Pantserdivisie, 4. SS-Polizei-Panzergrenadier-Division, de 83e en 203e Infanteriedivisies en de 31e Volksgrenadierdivisie. Op 6 mei 1945 verdedigde alleen nog de 31e Volksgrenadierdivisie de toegang tot het schiereiland en de 203e Infanteriedivisie de rest van de kusten. De tegenstander van het korps was het 19e Sovjetleger dat met de 18e en 27e Fuseliersdivisies voor de toegang lag.
Het Korps Hela capituleerde op 8 mei 1945 op schiereiland Hela. Nog ongeveer 60 000 soldaten en een restant vluchtelingen waren op dat moment aanwezig.

## Bovenliggende bevelslagen
| Leger            | Legergroep        | Plaats/regio      | Begin         | Eind         |
| ---------------- | ----------------- | ----------------- | ------------- | ------------ |
| 2. Armee         | Heeresgruppe Nord | schiereiland Hela | 16 maart 1945 | 7 april 1945 |
| Armee Ostpreußen | OKH               | schiereiland Hela | 7 april 1945  | 8 mei 1945   |

## Commandant
| Rang                   | Naam                | Begin         | Eind       |
| ---------------------- | ------------------- | ------------- | ---------- |
| General der Infanterie | Karl Wilhelm Specht | 16 maart 1945 | 8 mei 1945 |